# Visby ryska församling
Visby ryska församling var en församling i Visby. Församlingen upplöstes omkring år 1400.
Ryska kyrkan utgör rester av församlingskyrkan.

## Administrativ historik
Församlingen bildades före år 1100 och upplöstes omkring år 1400. 